# Хлебникова, Ольга Владимировна
Ольга Владимировна Хлебникова (род. 14 мая 2000, Нефтекамск, Башкортостан) — российская волейболистка, связующая.

## Биография
Родилась 14 мая 2000 года в Нефтекамске. С 8 до 13 лет занималась волейболом в ДЮСШ в Екатеринбурге, первый тренер Игорь Казаков, затем переехала в Челябинск.
С 2014 по 2017 год выступала за молодёжную команду «Динамо-Метар», с 2017 по 2020 год — за молодёжную команду «Протон». Также в 2018 году дважды попадала в заявку основной команды «Протон», но на площадку не выходила.
С 2020 по 2022 год играла в команде «Уфимочка-УГНТУ».
С 2022 по 2023 год выступала за «Енисей». Дебютировала в Суперлиге 23 сентября 2022 года в матче против «Тулицы».
С 2023 года выступает за команду «Уралочка-НТМК».